# Piotr Leśniowski
Piotr Leśniowski (ur. 21 lipca 1970 w Tarnowie) – polski żużlowiec.
Sport żużlowy uprawiał w latach 1989–1995, do 1994 r. przez całą karierę reprezentując barwy klubu Unia Tarnów, natomiast w 1995 – Wandy Kraków. 
Srebrny medalista drużynowych mistrzostw Polski (1994). Dwukrotny medalista młodzieżowych drużynowych mistrzostw Polski: złoty (Grudziądz 1991) oraz srebrny (Tarnów 1990). Srebrny medalista młodzieżowych mistrzostw Polski par klubowych (Gorzów Wielkopolski 1991). Finalista indywidualnych mistrzostw Polski (Zielona Góra 1992 – XIV miejsce). Dwukrotny finalista młodzieżowych indywidualnych mistrzostw Polski (Bydgoszcz 1990 – XIV miejsce, Toruń 1991 – XII miejsce). Finalista turnieju o "Srebrny Kask" (1991 – VI miejsce).